# Disney Platform Distribution
Disney Platform Distribution est une entité de la Walt Disney Company regroupant les deux services de distribution de programmes audiovisuel, l'un nommé Walt Disney Studios Distribution pour le cinéma et l'autre dépendant de Disney-ABC Television Group pour la télévision.

## Historique
Le 1er novembre 2010, Disney Media Networks annonce que la distribution de films (Walt Disney Studios Distribution) et de séries télévisées (Disney-ABC Television Group) sur support et sur internet sera gérée par une même entité de Disney Media Networks,. La filiale spécialisée dans la distribution télévisuelle est nommée Disney Media Distribution.
Le 23 février 2011, Disney Media Distribution signe plusieurs contrats de rediffusion de la cérémonie des oscars, droits qu'elle détient depuis 1999, couvrant 28 pays supplémentaires en Asie. Les chaînes sont Nine Network (Australie), CCTV-6 (Chine), TVB (Hong Kong), ABS-CBN (Philippines), Fiji TV, Fox International Channels pour l'Inde, l'Asie du Sud Est et Taïwan, Sky (Nouvelle-Zélande), MediaCorp (Singapore), Hanoi TV (Vietnam) et TrueVisions (Thaïlande).
Le 23 février 2012, Disney signe un contrat de distribution de vidéo à la demande de ses films et de ceux de DreamWorks avec la société chinoise YOU on Demand,. Le 27 février 2012, Disney signe un contrat de distribution de vidéo à la demande avec Canal+ d'une centaine de films et séries télévisées. Le 29 juin 2012, Disney  annonce prolonger son contrat avec la Motion Picture Academy pour diffuser la cérémonie des Oscars jusqu'en 2020.
Le 21 janvier 2013, Disney-UTV, Disney Media Distribution et Reliance Entertainment signent un contrat de distribution de vidéo à la demande sur le service Bigflix en Inde. Le 12 mars 2013, Al Jazeera Children annonce un contrat avec Disney pour diffuser du contenu au Moyen-Orient, séries de Disney Channel et films Disney/Pixar. Le 9 septembre 2013, Disney Media Distribution et le chinois Tencent signent un contrat de diffusion de vidéo à la demande pour les films et dessins animés des studios Disney-Pixar et Marvel. Le 7 octobre 2013, Disney et le hongrois Fuso Ecosystem lancent un service de VOD en Hongrie. Le 18 octobre 2013, Disney et Ebony Life annoncent une version africaine de Desperate Housewives tournée à Lagos au Nigeria. Le 21 octobre 2013, Fox International Channels achète plusieurs séries à Disney pour ses chaînes payantes asiatiques dont Marvel : Les Agents du SHIELD et Once Upon a Time in Wonderland. Le 20 novembre 2013, OMD filiale d'Omnicom Group annonce reprendre le contrat publicitaire  de la division cinématographique de Disney estimé à 800 millions d'USD.
Le 29 janvier 2014, le premier groupe de média malaisien Media Prima et Disney annoncent avoir renouvelé leur contrat de distribution de contenus Disney. Le 31 janvier 2014, Disney et le chinois YOU On Demand annoncent un contrat de vidéo et contenu à la demande sur le marché chinois.
Le 7 mai 2015, dans le cadre d'une augmentation des productions locales, Disney Media Distribution Latin America lance la production d'une série biographique sur Juan Gabriel pour le public sud-américain. Le 8 septembre 2015, UKTV étend son contrat avec Disney avec plusieurs séries supplémentaires dont Esprits criminels : Unité sans frontières, Quantico et Code Black,. Le 4 octobre 2015, TVN en Pologne signe un contrat de distribution avec Disney Media Distribution pour des premières diffusions, des émissions en rattrapage et des séries. Le 7 octobre 2015, lors du MIPCOM, Disney et Canal+ renouvellent leur contrat et ajoutent les dernières productions des studios Disney-Marvel-Lucasfilm,. Le 28 octobre 2015, ProSiebenSat.1 Media signe un contrat pour la diffusion en exclusivité des derniers films et séries de Disney,,. Le 3 novembre 2015, SPI International signe un contrat avec Disney pour proposer des films et séries du groupe sur son service FilmBox et sa chaîne Kino Polska,.
Le 5 avril 2016, Comcast signe un contrat de diffusion de films avec Disney pour son service Xfinity et proposera le service Disney Movies Anywhere,. Le 25 novembre 2016, Disney signe un contrat avec Canal+ Overseas pour distribuer des films du groupe et les chaînes Disney sur les plateformes de Canal+ en Afrique et dans l'outre-mer français.
Le 8 février 2017, Disney Media Networks restructure ses services de ventes d'espaces publicitaires du Disney-ABC Television Group en une entité unique pour ABC, Disney et Freeform, à l'instar des autres groupes de média, sous la direction de Rita Ferro,,,. Le 15 mai 2017, Disney Media Distribution crée Disney Difference une régie publicitaire qui permet aux annonceurs d'utiliser les chaînes du Disney-ABC Television Group, d'ESPN et les studios cinématographiques Disney mais aussi l'ensemble des filiales de Disney comme les parcs et les produits de consommations
Le 11 août 2017, Netflix indique être en pourparler avec Disney pour conserver des droits de diffusion des films Marvel et Lucasfilm après l'expiration du contrat en 2019 malgré le lancement du service de VOD Disney,. Le 23 août 2017, la société malaisienne Iflix (en) signe un contrat avec Disney pour diffuser du contenu en vidéo à la demande dans 19 pays du Moyen-Orient à l'Asie du Sud-Est où elle est implantée. Le 2 octobre 2017, le groupe de média OSN basé à Dubaï signe un contrat de diffusion avec Disney pour du contenu exclusif. Le 11 octobre 2017, Disney annonce que 20th Century Fox, Warner Bros. et Universal Pictures rejoignent le service de stockage de films Disney Movies Anywhere qui est rebaptisé Movies Anywhere,,.
Le 27 novembre 2018, Disney signe un contrat pluriannuel avec Google pour utiliser Google Ad Manager pour ses les publicités de ses marques au niveau mondial, mettant un terme à son contrat avec FreeWheel, filiale de Comcast,,.
Le 13 mai 2019, à la suite de son acquisition de la 21st Century Fox, Disney transfère la gestion publicitaire de 20th Century Fox à OMD, laissant Publicis et MDC Partners sur la touche,.
Le 12 octobre 2020, Disney annonce une réorganisation de ses divisions media et loisirs, avec la création d'un groupe Media and Entertainment Distribution et le découpage de Disney DTCI en deux, l'international et le direct au consommateur, 
. Au sein de ce groupe, les activités liées aux chaînes de télévisions, les publicités, les sorties au cinéma, le Disney Music Group et la salle El Capitan Theatre ont été regroupées sont le nom Disney Platform Distribution
Le 6 août 2021, Mediacom prolonge un contrat pluriannuel de diffusion avec Disney Media Distribution et propose ACC Network en plus des chaînes comme ESPN, FX et National Geographic.